# Ortigosa del Monte
Ortigosa del Monte – gmina w Hiszpanii, w prowincji Segowia, w Kastylii i León, o powierzchni 15,41 km². W 2011 roku gmina liczyła 560 mieszkańców.